# 西郡道
西郡道（にしごおりみち）とは、愛知県岡崎市から蒲郡市に至る東海道の脇道である。現代では岡崎市道舞木蒲郡線の道路の通称名になっている。

## 概要
西郡は現在の蒲郡市に含まれる地域で、西郡道は岡崎市山綱町から蒲郡市坂本町の山を峠越えするルートである。現代の西郡道は完全に舗装されており、自動車・原付でも通行することができる。山間部区間は三河湾国定公園内にあり、岡崎市民休養施設桑谷山荘へ至る主要なルートである。
似たような性格の道に広忠寺方面から通じる、いまは岡崎市の林道に登録されている林道桑谷蒲郡線がある。また本宿町方面から通じる鉢地峠道もある。いずれのルートも峠越えの難所であるが、昔からの重要な街道筋であることが偲ばれる。

## 接続する路線
- 国道1号（旧東海道のバイパス区間）
- 吉良道（愛知県道324号生平幸田線の入口）
- 鎌倉街道（青木神社の脇道より）

## 沿線・周辺
- 岡崎市立山中小学校
- 岡崎市役所東部市民センター
- 山中学区市民ホーム
- 伝道寺
- 青木神社
- 牛ヶ滝
- 扇子山・駒ヶ滝
- 岡崎市民休養施設桑谷山荘